# Herslev (Lejre)
Herslev is een plaats in de Deense regio Seeland, gemeente Lejre, en telt 204 inwoners (2008).